# Walter Hamada
Walter Hamada (ur. 7 maja 1968 w Honolulu) – amerykański producent wykonawczy filmów, osadzonych m.in. w Uniwersum Obecności i DC Extended Universe. W latach 2018–2022 był prezesem DC Studios.

## Kariera
Hamada rozpoczął karierę jako asystent w TriStar Pictures i został wiceprezesem ds. produkcji w Columbia Pictures. W 2007 roku dołączył do New Line Cinema, oddziału Warner Bros., gdzie przez dekadę pełnił funkcję kierownika produkcji. Wraz z Dave’em Neustadterem nadzorował tworzenie horrorów, w tym serię Obecność i filmy Annabelle oraz To (2017). Był również współautorem historii do 47 roninów (2013), filmu wytwórni Universal Pictures z Keanu Reevesem w roli głównej.
W styczniu 2018 roku, po tym jak Liga Sprawiedliwości okazała się finansową porażką i nie spodobała się krytykom, Warner Bros. mianowało Hamadę nowym prezesem DC Studios. Rozpoczął wtedy nadzór nad produkcją filmów, należących do DC Extended Universe (DCEU) i innych, opartych również na komiksach DC. Według magazynu „The Hollywood Reporter”, jego praca przy filmie Shazam! (2019) w New Line zaimponowała Toby’emu Emmerichowi, ówczesnemu prezesowi Warner Bros. Pictures. W styczniu 2021 roku przedłużył umowę z DC Films do 2023 roku. W październiku 2022 roku zrezygnował z tego stanowiska.
Jeden z członków obsady Ligi Sprawiedliwości, Ray Fisher oskarżył Hamadę o „utrudnianie dochodzenia w sprawie niewłaściwego postępowania, które rzekomo miało miejsce podczas dokrętek do filmu”. W odpowiedzi na to, Warner Bros. wydało oświadczenie, w którym stanęło po stronie Hamady.

## Filmografia
| Rok  | Film                                                        | Role                              |
| ---- | ----------------------------------------------------------- | --------------------------------- |
| 2002 | Fajna z niego babka                                         | Producent                         |
| 2007 | Zabójczy szept                                              | Producent                         |
| 2009 | Piątek 13                                                   | Producent wykonawczy              |
| 2009 | Oszukać przeznaczenie 4                                     | Producent wykonawczy              |
| 2010 | Koszmar na ulicy Wiązów                                     | Producent wykonawczy              |
| 2011 | Oszukać przeznaczenie 5                                     | Producent wykonawczy              |
| 2013 | Niewiarygodny Burt Wonderstone                              | Producent wykonawczy              |
| 2013 | Obecność                                                    | Producent wykonawczy              |
| 2013 | 47 roninów                                                  | Scenarzysta, producent wykonawczy |
| 2014 | Epicentrum                                                  | Producent wykonawczy              |
| 2014 | Annabelle                                                   | Producent wykonawczy              |
| 2015 | Szubienica                                                  | Producent wykonawczy              |
| 2016 | Obecność 2                                                  | Producent wykonawczy              |
| 2016 | Kiedy gasną światła                                         | Producent wykonawczy              |
| 2016 | W ukryciu                                                   | Producent wykonawczy              |
| 2016 | Wataha u drzwi                                              | Producent wykonawczy              |
| 2017 | Annabelle: Narodziny zła                                    | Producent wykonawczy              |
| 2017 | To                                                          | Producent wykonawczy              |
| 2018 | Berek                                                       | Producent wykonawczy              |
| 2018 | Zakonnica                                                   | Producent wykonawczy              |
| 2018 | Aquaman                                                     | Producent wykonawczy              |
| 2019 | Shazam!                                                     | Producent wykonawczy              |
| 2019 | Topielisko. Klątwa La Llorony                               | Producent wykonawczy              |
| 2019 | Joker                                                       | Producent wykonawczy              |
| 2020 | Ptaki Nocy (i fantastyczna emancypacja pewnej Harley Quinn) | Producent wykonawczy              |
| 2020 | Wonder Woman 1984                                           | Producent wykonawczy              |
| 2021 | Legion samobójców: The Suicide Squad                        | Producent wykonawczy              |
| 2022 | Batman                                                      | Producent wykonawczy              |
| 2022 | Black Adam                                                  | Producent wykonawczy              |
| 2022 | Shazam! Gniew bogów                                         | Producent wykonawczy              |
| 2023 | Flash                                                       | Producent wykonawczy              |
| 2023 | Aquaman i Zaginione Królestwo                               | Producent wykonawczy              |

Źródło: Rotten Tomatoes.